# Ljubav i poneka psovka (1969.)
Ljubav i poneka psovka, hrvatski dugometražni film iz 1969. godine.